# Transporter 3
Transporter 3 – francuski film akcji z 2008 roku w reżyserii Oliviera Megatona i według scenariusza Luca Bessona. Kontynuacja poprzednich filmów serii: Transporter i Transporter 2.

## Obsada
- Jason Statham – Frank Martin
- François Berléand – inspektor Tarconi
- Natalia Rudakowa – Valentina Vasilev
- Justin Hodgers Hall – Horatio
- Eriq Ebouaney – Ice
- Robert Knepper – Johnson
- Jeroen Krabbé – Leonid Vasilev
- David Atrakchi – Malcom Manville

## Fabuła
Frank Martin dostał zlecenie przewiezienia kolejnego ładunku. Ten jednak się nie zgadza i daje kartkę z imieniem i nazwiskiem Malcoma Manville. Jednak Malcolm łamie zasady i ginie przez wybuch bomby. Frank musi teraz dokończyć to, co zaczął Malcolm, czyli przewieźć córkę ministra, z Marsylii do Odessy.

## Zdjęcia
Zdjęcia do filmu realizowane były na terenie Węgier (Budapeszt), Rumunii (Bukareszt), Ukrainy (Odessa) i Francji (Marsylia, Paryż).